# عبد الله غراب
محمد عبد الله محمد عبد المنعم غراب، من مواليد عام 1954. حاصل على بكالوريوس هندسة البترول من كلية الهندسة جامعة القاهرة عام 1976. تولى وزارة البترول والثروة المعدنية المصرية بداية من 7 مارس 2011 خلفاً للمهندس محمود لطيف، ظلّ بمنصبه بعد انتهاء وزارة عصام شرف ومجيء وزارة كمال الجنزوري وحتى 25 يونيو 2012.

## حياته المهنية
- التحق بالعمل بشركة بترول خليج السويس - جابكو ثم تدرج إلى وظيفة مدير عام الإدارة الهندسية بالشركة.
- انتقل للعمل وكيلا لوزارة البترول لشئون الإنتاج والاستثمار.
- نائبا لرئيس الهيئة المصرية العامة للبترول لشئون الإنتاج.
- رئيسا لشركة خالدة للبترول في مجال البحث والاستكشاف عن البترول في الصحراء الغربية.
- رئيسا تنفيذيا للهيئة المصرية العامة للبترول في أوائل عام 2010.